# Indy Groothuizen
Indy Groothuizen (Alkmaar, 22 juli 1996) is een Nederlands voetballer die als doelman speelt. 

## Clubcarrière
Groothuizen maakte in 2008 de overstap van AFC '34 naar de jeugdopleiding van AFC Ajax. Tijdens het seizoen 2014/15 behoorde Groothuizen door een blessure van Peter Leeuwenburgh een aantal maal tot de wedstrijdselectie van Jong Ajax. Op 8 december 2014 maakte hij zijn debuut in het betaald voetbal voor Jong Ajax in de Jupiler League thuiswedstrijd tegen RKC Waalwijk. Groothuizen moest Alblas na 85 minuten vervangen die met een blessure het veld noodgedwongen moest verlaten. Op 6 februari 2015 maakte Ajax bekend dat Indy Groothuizen zijn eerste contract had getekend. Hij tekende een contract dat met terugwerkende kracht op 1 januari 2015 inging en liep tot en met 30 juni 2018.
Op 5 augustus 2016 werd bekend dat Groothuizen gedurende het seizoen 2016/17 verhuurd zou worden aan FC Nordsjælland, de nummer negen van Denemarken in het voorgaande seizoen. Na de verhuurperiode bij FC Nordsjælland keerde Groothuizen terug bij Ajax. Dat verkocht hem in augustus 2017 aan ADO Den Haag, waar hij tekende voor twee seizoenen.
Op 9 januari 2018 speelde hij zijn eerste wedstrijd voor ADO Den Haag in een oefenwedstrijd tegen, toenmalig Turks kampioen, Besiktas. De wedstrijd eindigde in 2-2, maar Groothuizen keerde wel een strafschop van Alvaro Negredo.
Op 8 april 2018 maakte hij zijn debuut in de Eredivisie voor ADO Den Haag in een uitwedstrijd bij FC Utrecht. Hij verving toen Robert Zwinkels, die last had van een liesblessure. De wedstrijd eindigde in 3-3. Nadat hij de concurrentiestrijd met Zwinkels niet kon winnen, ging hij medio 2019 naar het Deense Vejle BK.
In het seizoen 2021/22 was hij reservedoelman bij FC Emmen. In januari 2023 ging hij naar het Deense Akademisk BK dat uitkomt in de 2. division.  
In januari 2024 werd bekend dat Groothuizen aan het einde van het seizoen 2023/2024 zou vertrekken naar SV Spakenburg. Hij tekende een contract voor 2 seizoenen.   

## Clubstatistieken
Senioren
| Seizoen         | Club              |                     | Competitie      | Competitie | Competitie | Beker | Beker | Internationaal | Internationaal | Overig | Overig | Totaal | Totaal |
| Seizoen         | Club              | Wed.                | Competitie      | Dlp.       | Wed.       | Dlp.  | Wed.  | Dlp.           | Wed.           | Dlp.   | Wed.   | Dlp.   |        |
| --------------- | ----------------- | ------------------- | --------------- | ---------- | ---------- | ----- | ----- | -------------- | -------------- | ------ | ------ | ------ | ------ |
| 2014/15         | Jong Ajax         | Vlag van Nederland  | Eerste divisie  | 4          | 0          | 0     | 0     | —              | —              | —      | —      | 4      | 0      |
| 2015/16         | Jong Ajax         | Vlag van Nederland  | Eerste divisie  | 10         | 0          | 0     | 0     | —              | —              | —      | —      | 10     | 0      |
| 2016/17         | → FC Nordsjælland | Vlag van Denemarken | Superligaen     | 12         | 0          | 0     | 0     | —              | —              | —      | —      | 12     | 0      |
| 2017/18         | ADO Den Haag      | Vlag van Nederland  | Eredivisie      | 6          | 0          | 0     | 0     | —              | —              | —      | —      | 6      | 0      |
| 2018/19         | ADO Den Haag      | Vlag van Nederland  | Eredivisie      | 12         | 0          | 0     | 0     | —              | —              | —      | —      | 12     | 0      |
| 2019/20         | Velje Boldklub    | Vlag van Denemarken | Superligaen     | 29         | 0          | 2     | 0     | 0              | 0              | 0      | 0      | 31     | 0      |
| 2020/21         | Velje Boldklub    | Vlag van Denemarken | Superligaen     | 13         | 0          | 2     | 0     | 0              | 0              | 0      | 0      | 15     | 0      |
| Carrière totaal | Carrière totaal   | Carrière totaal     | Carrière totaal | 86         | 0          | 4     | 0     | 0              | 0              | 0      | 0      | 90     | 0      |

Bijgewerkt tot en met 11 juli 2021.

## Interlandcarrière
Jeugelftallen
Groothuizen debuteerde op 14 september 2012 als jeugdinternational voor het Nederlands elftal onder 17. Met dit team speelde hij enkele kwalificatie wedstrijden voor het EK onder 17 in Slowakije, maar Nederland wist zich voor dit EK niet te kwalificeren. Na het mislopen van het EK met Nederland onder 17 speelde Groothuizen twee vriendschappelijke wedstrijden voor Nederland onder 18. In 2015 werd hij door bondscoach Remy Reynierse opgenomen in de voorselectie van Nederland onder 20 voor twee vriendschappelijke wedstrijden met Frankrijk onder 20. Hij werd tevens opgenomen in de definitieve selectie. In de tweede wedstrijd tegen Frankrijk onder 20 op 7 september 2015 (2–0 nederlaag) debuteerde hij voor Nederland onder 20. Groothuizen kwam de hele wedstrijd in actie. In de wedstrijd tegen Tsjechië onder 20 op 11 november 2015 ging Groothuizen in de extra tijd, bij een 2-1 achterstand, met een hoekschop mee naar voren. Uit deze hoekschop wist hij te scoren waarmee de wedstrijd in 2-2 eindigde.
| Jeugdinterlands van Indy Groothuizen | Jeugdinterlands van Indy Groothuizen | Jeugdinterlands van Indy Groothuizen | Jeugdinterlands van Indy Groothuizen | Jeugdinterlands van Indy Groothuizen | Jeugdinterlands van Indy Groothuizen |
| №                                    | Datum                                | Wedstrijd                            | Uitslag                              | Soort Wedstrijd                      | Doelpunten                           |
| Als speler bij Ajax                  | Als speler bij Ajax                  | Als speler bij Ajax                  | Als speler bij Ajax                  | Als speler bij Ajax                  | Als speler bij Ajax                  |
| ------------------------------------ | ------------------------------------ | ------------------------------------ | ------------------------------------ | ------------------------------------ | ------------------------------------ |
| Onder 17 (1.)                        | 14 september 2012                    | Nederland – Israël                   | 1 – 1                                | Vier-Nationen-Turnier                |                                      |
| Onder 17 (2.)                        | 17 september 2012                    | Italië – Nederland                   | 0 – 1                                | Vier-Nationen-Turnier                |                                      |
| Onder 17 (3.)                        | 23 oktober 2012                      | Nederland – Letland                  | 2 – 1                                | Kwalificatie EK 2013                 |                                      |
| Onder 17 (4.)                        | 25 oktober 2012                      | Litouwen – Nederland                 | 0 – 0                                | Kwalificatie EK 2013                 |                                      |
| Onder 17 (5.)                        | 28 oktober 2012                      | Nederland – België                   | 2 – 1                                | Kwalificatie EK 2013                 |                                      |
| Onder 17 (6.)                        | 8 februari 2013                      | Portugal – Nederland                 | 1 – 1                                | XXXVI Torn. Int. do Algarve'13       |                                      |
| Onder 17 (7.)                        | 12 februari 2013                     | Nederland – Engeland                 | 1 – 0                                | XXXVI Torn. Int. do Algarve'13       |                                      |
| Onder 17 (8.)                        | 6 maart 2013                         | Nederland – Finland                  | 3 – 1                                | Vriendschappelijk                    |                                      |
| Onder 17 (9.)                        | 21 maart 2013                        | Nederland – Noord-Ierland            | 2 – 2                                | Kwalificatie EK 2013                 |                                      |
| Onder 17 (10.)                       | 23 maart 2013                        | Italië – Nederland                   | 1 – 0                                | Kwalificatie EK 2013                 |                                      |
| Onder 18 (1.)                        | 9 september 2013                     | Schotland – Nederland                | 2 – 0                                | Vriendschappelijk                    |                                      |
| Onder 18 (2.)                        | 14 november 2013                     | Nederland – Duitsland                | 1 – 2                                | Vriendschappelijk                    |                                      |
| Onder 20 (1.)                        | 7 september 2015                     | Nederland – Frankrijk                | 0 – 2                                | Vriendschappelijk                    |                                      |
| Onder 20 (2.)                        | 7 oktober 2015                       | Engeland – Nederland                 | 3 – 1                                | Elite Cup '15                        |                                      |
| Onder 20 (3.)                        | 10 oktober 2015                      | Duitsland – Nederland                | 2 – 1                                | Elite Cup '15                        |                                      |
| Onder 20 (4.)                        | 13 oktober 2015                      | Nederland – Turkije                  | 1 – 0                                | Elite Cup '15                        |                                      |
| Onder 20 (5.)                        | 11 november 2015                     | Tsjechië – Nederland                 | 2 – 2                                | Vriendschappelijk                    | 90'                                  |
| Onder 20 (6.)                        | 24 maart 2016                        | Portugal – Nederland                 | 1 – 1                                | Vriendschappelijk                    |                                      |

## Privé
Hij is de zoon van Jos Groothuizen, die ooit zong bij Vulcano. Ex- Dolly Dot Angela Groothuizen is zijn tante.